# نيشكان
نيشكان هي بلدة صغيرة تقع في أوكروغ تشوكوتكا الذاتية،روسيا.